# 马克·亚伯拉罕斯
马克·亚伯拉罕斯（英語：Marc Abrahams，1956年—）是一位美国数学家和作家，毕业于哈佛大学应用数学专业，搞笑諾貝爾獎的创始人之一，主要作品有《泡沫—— “搞笑诺贝尔奖”面面观》（The Ig Nobel Prizes）等。